# Atropa
Atropa es un género de plantas dentro de la familia Solanaceae, su más conocido miembro es la mortal belladona Atropa belladonna. El principal ingrediente farmacológicamente activo es la atropina. En algunas clasificaciones antiguas la mandrágora (o la Mandragora officinarum) eran consideradas especies del género Atropa nombrándole Atropa mandragora. El género tiene 56 especies descritas y solo 4 aceptadas.

## Generalidades
Son plantas herbáceas o arbustivas, con flores con tubo basal acampanado más o menos Desarrollado, denominadas tubifloras, con frutos en forma de baya o cápsula con una o numerosas semillas menudas. Atropa es un género de planta con flores de la familia, Solanaceae. El género lleva el nombre de Άτροπος (Atropos ) de la Tres Parcas, el que corta el hilo de la vida. Son arbustos perennes o hierbas perennes glabras, con un rizoma que produce cada año una parte aérea de hasta un metro de altura o poco más. 
Hojas alternas, pecioladas, ovales, acuminadas bastante largas de 5 cm hasta 18 cm. Sus flores poseen a veces un tubo basal acampanado, otras son abiertas y con forma de estrella. Flores blancas, rosadas, moradas, amarillentas, pediceladas, pentámeras, actinomorfas, solitarias, hermafroditas, axilares. Cáliz campanulado, hasta de 10 mm en la antesis, con cinco lóbulos tan largos como el tubo. Corola gamopétala, infundibuliforme, de unos 25 mm de diámetro, aproximadamente dos veces más larga que el cáliz, con cinco lóbulos anchamente ovados. Androceo con tres a cinco estambres, que alternan con los lóbulos de la corola, epipétalos, con filamentos de distinta longitud, libres entre sí y pelosos en la base. Anteras de dos mm, amarillentas, separadas. Ovario súpero, bilocular, con varios rudimentos seminales por cavidad, y un estilo largo, curvado, que termina en un estigma capitado. Baya de unos diez mm, a un centímetro, globosa, negra al madurar.
El hábitat consiste en laderas secas, rocosas o pedregosas, aunque crecen también en lugares herbosos húmedos, cerca de cursos de agua, y colinas boscosas. Exposiciones bien soleadas, o sombrías. Sitios y suelos calizos  en muchas de las especies.

## Taxonomía
El género fue descrito por Carlos Linneo y publicado en Species Plantarum 1: 181. 1753. La especie tipo es: Atropa belladonna L.
Etimología
Atropa: nombre genérico que fue nombrado en honor de una de las tres Moiras aquella cuyo nombre es Átropos.

## Especies aceptadas
A continuación se brinda un listado de las especies del género Atropa aceptadas hasta agosto de 2015, ordenadas alfabéticamente. Para cada una se indica el nombre binomial seguido del autor, abreviado según las convenciones y usos.	
- Atropa acuminata Royle ex Lindl.
- Atropa baetica Willk.
- Atropa belladonna L.
- Atropa pallidiflora Schönb.-Tem.